# Lijst van voetbalinterlands Bhutan - India (vrouwen)
Deze lijst van voetbalinterlands is een overzicht van alle officiële voetbalinterlands tussen de nationale vrouwenteams van Bhutan en India. De landen hebben tot nu toe twee keer tegen elkaar gespeeld.

## Wedstrijden
| № | Plaats      | Datum             | Competitie                        | Wedstrijd      | Uitslag |
| - | ----------- | ----------------- | --------------------------------- | -------------- | ------- |
| 1 | Cox's Bazar | 13 december 2010  | Zuid-Aziatisch kampioenschap 2010 | India − Bhutan | 18 − 0  |
| 2 | Colombo     | 11 september 2012 | Zuid-Aziatisch kampioenschap 2012 | Bhutan − India | 0 − 11  |

## Samenvatting
| Competitie                   | Totaal gespeeld | Winst Bhutan | Gelijk | Winst India | Doelsaldo Bhutan – India |
| ---------------------------- | --------------- | ------------ | ------ | ----------- | ------------------------ |
| Zuid-Aziatisch kampioenschap | 2               | 0            | 0      | 2           | 0 − 29                   |
| Totaal                       | 2               | 0            | 0      | 2           | 0 − 29                   |